# 波切普区
波切普区（俄语：Почепский район）是俄罗斯联邦布良斯克州下辖的一个区，其行政中心为波切普。据2016年统计，该区的人口为39415人。